# 京都タクシードライバーの事件簿
『京都タクシードライバーの事件簿』（きょうとタクシードライバーのじけんぼ）は、2019年2月4日にTBS系「月曜名作劇場」で放送されたテレビドラマ。主演は内藤剛志。

## キャスト
- 実相浩二郎（「洛帝タクシー」ドライバー・京都府警 元刑事） - 内藤剛志
- 茶川玲子（京都府警捜査一課 刑事・大助の姪） - 芦名星
- 茶川大助（大学講師・科学捜査研究所 元捜査員・浩二郎の幼馴染） - 三遊亭円楽
- 実相三千代（浩二郎の妻） - 七瀬なつみ
- 鈴木英昭（闇金の取り立て屋・弘恵の息子） - 山崎裕太（7歳：南岐佐[1]）
- 松島亜弥（BAR「恵」ホステス・英昭の恋人） - 中島亜梨沙[2]
- 深水万佐人（ショッピーふかみ 店長） - みやざこ夏穂
- 足立行雄（ショッピーふかみ 従業員・通称「番頭さん」） - 白井滋郎
- 下田里美（演歌歌手） - 山本南伊[3]
- 北野小夜（BAR「恵」ママ） - 新澤泉
- 丸岡啓太（「弁慶タクシー」ドライバー） - 中西良太
- 三宅敏夫（「京都ニッコリタクシー」ドライバー） - せんだみつお
- 原かおり（「介護タクシー らんまん」ドライバー） - 山野海
- 加藤雄二（京都府警嵐山北警察署 刑事） - 井之上チャル[4]
- 本郷雄高（京都府警捜査一課 刑事） - 村上剛基
- 井上一輝（京都府警嵐山北警察署 刑事） - 北口裕介
- タクシー客 - 飯島順子、鈴川法子
- 山本吾郎（滋賀県警 刑事） - 高橋弘志
- 妊婦 - 福嶋千明[5]
- 宝石強盗 - 奥深山新
- 刑事 - 北川裕介
- 実相浩志（浩二郎と三千代の息子・2年前死亡） - 野口準[6]
- 田村尚（田村工務店 社長） - 西田健（15歳：堺翔太）
- 比奈野ユリ（BAR「恵」オーナー・作詞家・本名「田部井弘恵」） - 樫山文枝（20歳：八木橋里紗[7]）

## スタッフ
- 原作 - 鏑木蓮「思い出探偵」（PHP）「鶴を折る女」より
- 脚本 - 真部千晶
- プロデューサー - 金丸哲也、小柳憲子
- 監督 - 金佑彦
- 編成 - 橋本孝
- 製作 - TBS、東映